# Pterula bromeliphila
Pterula bromeliphila är en svampart som beskrevs av Corner 1970. Pterula bromeliphila ingår i släktet Pterula och familjen mattsvampar.   Inga underarter finns listade i Catalogue of Life.